# Plan de Francfort
Plan de Virchow, Plan oto-orbitaire

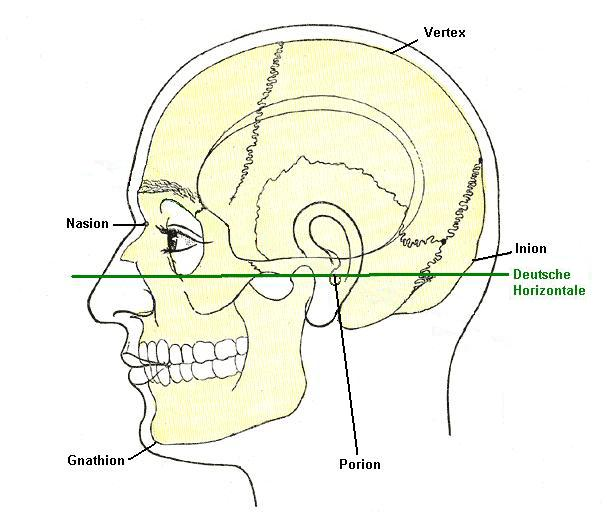
Plan de Francfort (ligne verte, sous le nom d'horizontale allemande parfois employé).

Le plan de Francfort (en abrégé PF), aussi appelé plan horizontal de Francfort (en abrégé PHF), ou plan de Virchow (en abrégé PV) ou plan oto-orbitaire ou  plan auriculo-orbitaire, est plan de référence incontournable en anthropologie. C'est aussi un repère important en anatomie radiologique permettant l'étude du crâne. Il passe antérieurement par le plancher de l'orbite et latéralement au-dessus de l'orifice acoustique externe.

## Histoire
Le plan de Francfort est adopté comme plan de référence en 1882, lors du congrès d'anthropologie de Francfort et clôt un débat à l'époque non résolu. En effet chez l'homme, l'étude du port de la tête ou de la position du crâne ne rencontrait aucune
difficulté tant dans les plans vertical que transversal. Au contraire le consensus n'existait pas pour le plan horizontal. On entend ici par horizontale, la position de la tête d'un homme debout fixant l'horizon. Cette polémique engendra une multiplicité de propositions de plans ou d'axes (plus de 25 dénombrés par Pierre-Jean Rigaud et Raoul Perrot) à une époque où l'anthropologie et l'anthropologie judiciaire avaient un très important développement. Finalement c'est le plan de Virchow qui est adopté définitivement en 1882. Le développement de la radiologie à partir de 1895 devait faire passer le plan de Francfort du domaine de l'anthropologie à celui de la médecine.

## Définition
Le plan relie trois points : d'une part les marges supérieures des deux conduits auditifs externes (dénommées en anthropologie Po ou porion) et le point le plus bas du rebord inférieur de l'orbite (dénommé Or ou orbital) gauche.

## Utilisations
Le plan de Francfort est une référence incontournable de l’anthropologie anatomique, c'est à partir de ce plan que sont relevés toutes les normes, schémas et mesures, métriques ou angulaires, de la craniométrie.
C'est un plan de référence en radiologie crânienne et maxillomandibulaire. Il est en particulier un outil de référence dans le diagnostic et l'indication des soins d'orthopédie dento-faciale de l'enfant.

## voir aussi
- Triangle de Bonwill